# Come mi vuoi?
Come mi vuoi? è un singolo di Fiorella Mannoia pubblicato nel 2001, secondo singolo estratto dall'album Fragile. Il singolo è stato pubblicato dalla Durlindana; si tratta di un brano scritto musica e parole da Paolo Conte.

## Tracce
1. Come mi vuoi? – 3:39 (Paolo Conte)

## Musicisti
- Pietro Cantarelli (tastiere)
- Rosario Jermano (percussioni)
- London Session Orchestra (archi)
- Danilo Rea (pianoforte)
- Elio Rivagli (batteria)
- Franco Testa (contrabbasso)
- Fio Zanotti (fisarmonica, scrittura, arrangiamento e direzione archi)
- Piero Fabrizi (cori)
- Giulia Fasolino (cori)
- Lalla Francia (cori)
- Gavin Wright (orchestra)